# Гаура Ра
Гаура Ра, позната и под називима Граорара и Пећина смрти, пећина је која се налази на крашкој површи центалног дела планине Мироч, у западном делу Штрпског корита, јужно од Белог камена и Букове расовате.
Пећина је дужине 148m, дубине 43m, са улазом у дну вртаче, на 470 м.н.в. високог 8m и ширине 3m. Низ сипар од блокова дециметарских димензија силази се у улазну дворану, а за пролазак даље у канал неопходна је спелеолошка опрема. У пећини нема бочних канала нити хидролошке активности (изузев прокапних вода). Заступљене су основне форме пећинског накита: саливи, сталагмити и сталактити.